# Йоруба (народ)

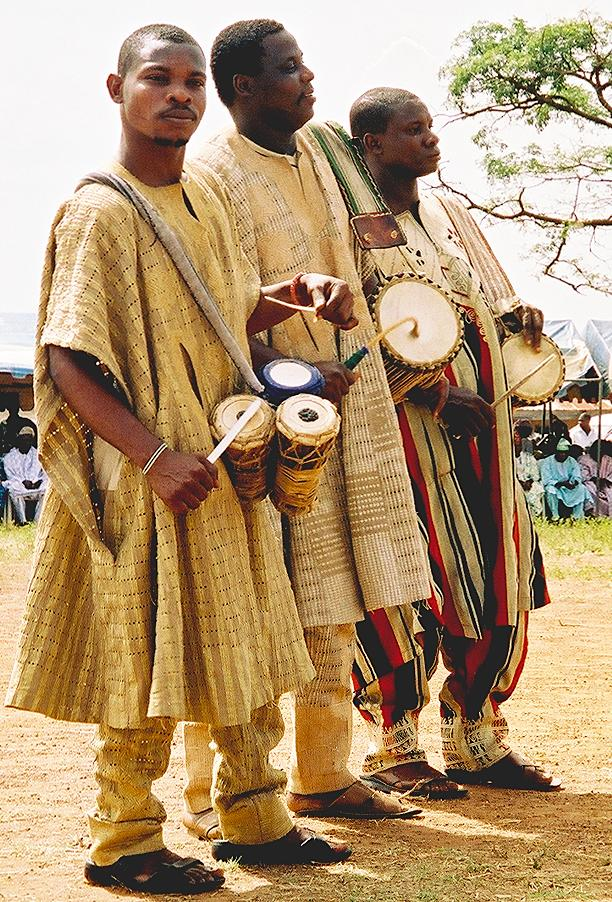
Музыканты йоруба, Нигерия, штат Квара

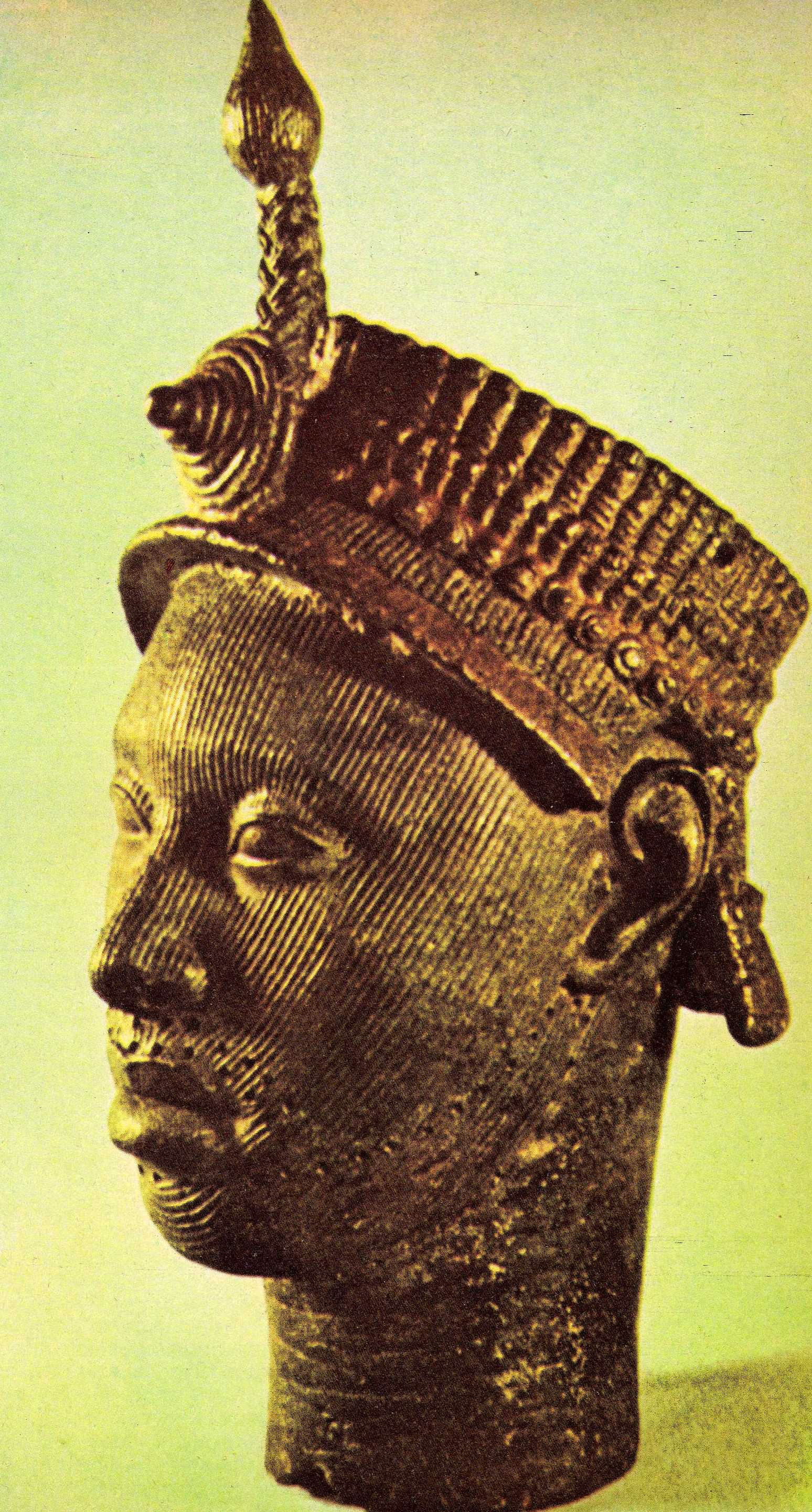
Голова из латуни из Ифе, XII век

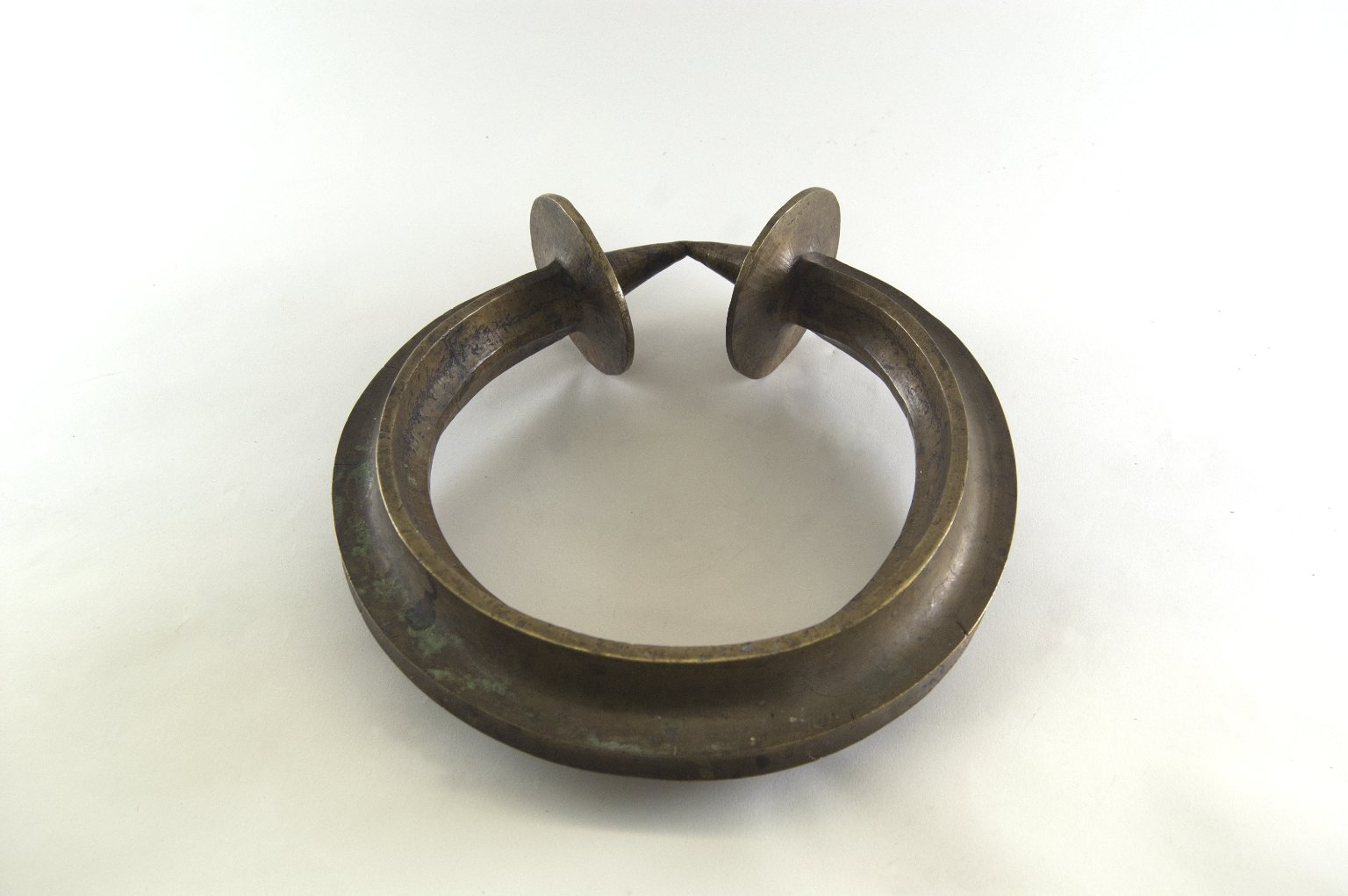
Шейная гривна (торк), сделанная из медного сплава — образец денег-воротничков (мондуа), используемых в стране йоруба, XVII век, Бруклинский музей, 1997 г.

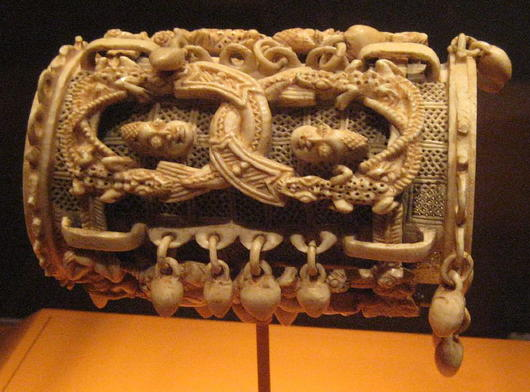
Замысловато вырезанный браслет из слоновой кости от народа йоруба из Ово

Йо́руба (йоруба Ọmọ Yorùbá) — группа родственных негроидных народов, населяющих Западную Африку (западнее устья реки Нигер вдоль Гвинейского залива: государства Нигерия, Того, Бенин, Гана). Имеется небольшая диаспора в Канаде. Общее число — около 40 миллионов человек.
Язык йоруба относится к западной ветви бенуэ-конголезской семьи (нигеро-конголезская макросемья).
Йоруба — творцы уникальной самобытной цивилизации субсахарской Западной Африки, породившей такие города-государства, как Иле Ифе, научный интерес к которому не ослабевает по сей день после раскопок, сделанных немецким этнографом Лео Фробениусом в начале прошлого века. Считается, что предки йоруба создали археологическую культуру Нок в I тыс. до н. э.
Вплоть до европейской колонизации Африканского континента в XV веке Иле Ифе занимал особое положение в истории западноафриканского региона, выполняя функции духовного центра, эталона социально-политического устройства и культурного развития народа йоруба и их соседей. Городская культура — Ифе, монархия — Оони, плавка металлов, охота и земледелие.
Среди йоруба широко распространены христианство (прежде всего в южной части ареала) и ислам (преимущественно на севере). Йоруба также по сей день исповедуют политеистическую религию Ифа’Ориша, повлиявшую на зарождение таких афро-карибских религий, как вуду, водун, сантерия-лукуми, обеа и многих других.

## Происхождение
Согласно легендам, йоруба пришли с востока. Легендарным предком йоруба считается Одудува. Также йоруба верят и в демонов (пример: Абику)
Генетические исследования в геномах йоруба и пигмеев-мбути обнаружили от 0,2 % до 0,7 % неандертальских генов. Но ошибка в вычислениях подрывала первоначальный вывод авторов о том, что многие африканцы несут ДНК неандертальцев, унаследованную ими от евразийцев, чьи предки скрещивались с этой группой. Наличие неандертальских генов у йоруба было подтверждено безреферентным методом IBDmix, в которым идентичность фрагментов ДНК у двух человек считается признаком наличия общего предка, а длина сегмента IBD зависит от того, насколько давно они имели общего предка.
Архаичная интрогрессия от ныне вымерших гомининов в геноме йоруба составляет от 5 до 7,9 %.
Генетики из Калифорнийского университета в Лос-Анджелесе сравнили 405 геномов западноафриканцев из проекта 1000 геномов с геномом неандертальца из хорватской пещеры Виндия и геномом денисовского человека, обнаружили в геномах популяций Западной Африки (йоруба из Ибадана (YRI), Esan в Нигерии (ESN), Gambian в западной Гамбии (GWD) и Mende в Сьерра-Леоне (MSL)) от 2 до 19 % примеси, полученной ими от скрещивания с призрачным (ghost) человеком примерно 43 тыс. л. н. (95%-й доверительный интервал: от 6000 до 124 000 л. н.), отделившимся от предка современного человека ещё до раскола линии современных людей и линии неандертальцев и денисовцев — до 625 000 л. н. (95%-й доверительный интервал: 360 000 до 975 000 л. н.).
Генетические исследования популяций Сахула в сравнении с исследованиями других современных человеческих популяций показали, что йоруба отделились от папуасов Новой Гвинеи ок. 90 тыс. л. н., а от остальных евразийских популяций — 75 тыс. л. н., что свидетельствует в пользу гипотезы о том, что исход из Африки происходил дважды — ок. 120 тыс. л. н. (xOoA) и ок. 80 тыс. л. н. (OoA).

## Культура

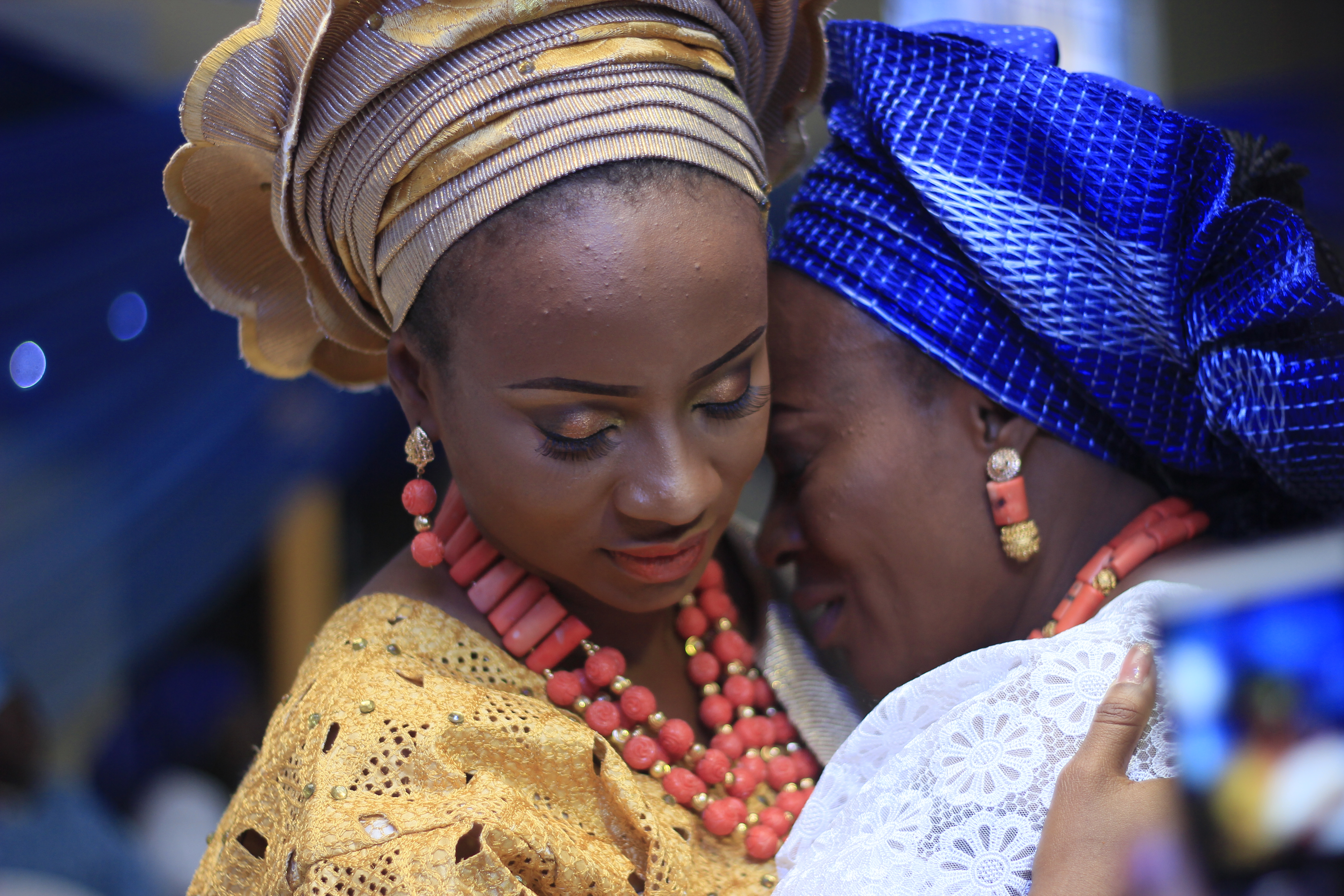
Невеста-йоруба с матерью на свадьбе

Искусство йоруба представлено многочисленными статуэтками из дерева, бронзы и глины, разнообразной музыкой (инструментальной и респонсорно-вокальной), которая наложила свой отпечаток на латиноамериканскую музыкальную культуру.
Архитектура йоруба имеет свои особенности, которые сейчас утрачиваются. Это происходит в связи с изменениями в образе жизни йоруба. Если раньше было принято жить большими семьями и объединять дома, выстраивая определённые комплексы сооружений, то сейчас ситуация изменилась. Христианство, реформы в культуре и образовании сильно повлияли на йоруба и сформировали концепцию того, что семья — это основная ячейка общества. Распространение и укоренение моногамии, отделение семей друг от друга — всё это привело к гибели тех традиций, что были сформированы многовековым укладом жизни.
Говоря о формировании общенациональных культуры и идентичности, следует отметить колониальный период. Тогда, во время усиления дискриминации йоруба европейцами, людей захлестнула волна национализма, особенно в образованных кругах. Пребывание миссионеров послужило толчком к развитию языка, до колониального же господства многие общины Нигерии не были связаны ни политически, ни культурно.
Тем не менее, европейцы оказали больше пагубное влияние на традиции йоруба. Так, касательно религии, миссионеры для достижения успеха пропаганды своих идей искажали структуру религиозного мировоззрения йоруба, уничтожали основы для различных обрядов, гаданий и жертвоприношений. К примеру, были переписаны популярные произведения и песни, чтобы те несли в себе христианский взгляд на вещи.
В семьях йоруба дети традиционно были обязаны приветствовать главу семейства, простираясь ниц (сыновья) или опускаясь на колени (дочери). Затем этот ритуал был упрощен, но и сегодня девушки-йоруба приседают перед старшими родственниками и уважаемыми в обществе мужчинами.